# 火須勢理命
火須勢理命（ほすせりのみこと）は、日本神話に登場する神。瓊瓊杵尊と木花開耶姫の第二子。神武天皇（初代天皇）の大伯父とされている。

## 概要
火須勢理命という名は、記紀の中でも『古事記』の中にしか登場しない。その『古事記』の中の記載も、瓊瓊杵尊と木花開耶姫の第二子であるというのみで、事績の記述はない。
瓊瓊杵尊と木花開耶姫の子は、海幸彦（兄）と山幸彦（弟）の物語につながっていくが、『古事記』と『日本書紀』ではこれらの子の名前や兄弟としての組み合わせに違いがある。
『古事記』では、瓊瓊杵尊と木花開耶姫の子は第一子が火照命（ホデリ＝海幸彦）、第二子が火須勢理命（ホスセリ）、第三子が火遠理命（ホオリ＝山幸彦）であり、火遠理命の孫即ち火須勢理命の大甥にあたるのが神武天皇である。
『日本書紀』では、瓊瓊杵尊と木花開耶姫の子として、音が似た名前で「火闌降命（ホスソリ、本文）」「火酢芹命（ホスセリ、一書）」が登場するが、海幸彦として扱われており、古事記の火須勢理命とは事績が異なるため、単純に同一視することはできない。
天孫降臨の段において、木花開耶姫が一夜で身籠ったために瓊瓊杵尊に国津神の子ではないかと疑われ、木花開耶姫がその疑いを晴らすために火中で三神を生んだ。火須勢理命はその第二子であり、火が盛んに燃え立つときに生まれたので「ホスセリ」と名附けられた。

## 神名
「ホ」は「火」で、「スセリ」は「進む」という意味で、「ホスセリ」は「燃焼が進む」という意味となる。